# Eretmocerus delhiensis
Eretmocerus delhiensis is een vliesvleugelig insect uit de familie Aphelinidae. De wetenschappelijke naam is voor het eerst geldig gepubliceerd in 1941 door Mani.